# Кадамовський
Кадамовський — селище в Октябрському районі Ростовської області Росія.
Входить до складу Персіановського сільського поселення.
Населення - 1325 осіб (2010 рік).

## Військо
Поруч з селищем дислокується 150-я мотострілецька дивізія й розташовується військовий полігон ПВО Кадамовський.

## Географія
Селище Кадамовське розташовано у верхів'ях Сухої Кадамовки, правої притоки (Мокрої) Кадамовки, на схід від міста Новочеркаськ.

### Вулиці
| - вул. Вишнева, - вул. Залеська, - вул. Зарічна, - вул. Зелена, - вул. Красноармійська, - вул. Лісова, - вул. Молодіжна, - вул. Московська, - вул. Мостова, | - вул. Октябрська, - вул. Пермайська, - вул. Річкова, - вул. Садова, - вул. Радянська, - вул. Сонячна, - вул. Степова, - вул. Центральна, - вул. Ювілейна, | - пров. Козацький, - пров. Конторський, - пров. Новоселівський, - пров. Октябрський, - пров. Ростовський, - пров. Будівельний, - пров. Шкільний. |